# Torquato Tasso (ópera)
Torquato Tasso (título original en italiano; en español, Torcuato Tasso) es una ópera en tres actos con música de Gaetano Donizetti y libreto de Jacopo Ferretti. Se estrenó el 9 de septiembre de 1833 en el Teatro Valle de Roma, Italia. Cuando Donizetti empezó a componer la ópera, preveía ya para el papel del poeta protagonista un tenor, pero se vio obligado a cambiarlo por un barítono, por Giorgio Ronconi, que se convirtió en uno de los primeros papeles (después Cardenio de Il furioso all'isola di San Domingo). 